# Хэннон, Дэниел Джозеф
Дэниел Джозеф Хэннон (англ. Daniel Joseph Hannon, 12.06.1884 г., Великобритания — 26.04.1946 г., Суонси, Великобритания) — католический прелат, епископ Меневии.

## Биография
Дэниел Джордж Хэннон родился 12 июня 1884 года в Великобритании. 22 сентября 1907 года был рукоположён в священника.
15 марта 1941 года Римский папа Пий XII назначил Дэниела Джорджа Хэннона епископом Меневии. 1 мая 1941 года Дэниел Джордж Хэннон был рукоположён в епископа.
Умер 26 апреля 1946 года.